# Dilobeia
Dilobeia is een geslacht uit de familie Proteaceae. Het geslacht telt twee soorten, die voorkomen op het eiland Madagaskar.

## Soorten
- Dilobeia tenuinervis Bosser & R.Rabev
- Dilobeia thouarsii Roem. & Schult.

... · 
Adenanthos · 
Alloxylon · 
Banksia · 
Grevillea · 
Leucadendron · 
Macadamia · 
Persoonia · 
Protea · 
Toronia · 
Xylomelum · 
...